# Mareil-sur-Mauldre
 Mareil-sur-Mauldre  es una población y comuna francesa, en la región de Isla de Francia, departamento de Yvelines, en el distrito de Mantes-la-Jolie y cantón de Aubergenville.

## Demografía
| 295 | 325 | 425 | 1648 | 1804 | 1760 |
| Para los censos de 1962 a 1999 la población legal corresponde a la población sin duplicidades (Fuente: INSEE [Consultar]) |     |     |      |      |      |